# Стампинг Граунд (Кентаки)
Стампинг Граунд (енгл. Stamping Ground) град је у америчкој савезној држави Кентаки.

## Демографија
По попису из 2010. године број становника је 643, што је 77 (13,6%) становника више него 2000. године.
| Група             | 2000.       | 2010.       |
| Белци             | 555 (98,1%) | 605 (94,1%) |
| Афроамериканци    | 2 (0,4%)    | 21 (3,3%)   |
| Азијати           | 1 (0,2%)    | 1 (0,2%)    |
| Хиспаноамериканци | 3 (0,5%)    | 5 (0,8%)    |
| Укупно            | 566         | 643         |